# Hétéroglossie
L'hétéroglossie décrit la coexistence de variétés distinctes dans un seul « code linguistique ». En grec ancien, hetero signifie « différent » et glōssa signifie « langue, langage ». Ce mot est une traduction du russe разноречие (littéralement « différents discours » ), concept qui fut introduit par le linguiste russe Mikhaïl Bakhtine dans son article de 1934 Слово в романе [Discours dans le roman], publié en anglais sous le titre Discourse in the Novel (Discours dans le roman).
Bakhtine avance que la puissance du roman provient de la coexistence de, et du conflit entre, différents discours : le discours des personnages, le discours du narrateur et même le discours de l'auteur. Il définit l'hétéroglossie comme « un autre discours dans une autre langue, qui sert à exprimer les intentions de l'auteur mais de façon réfractée ». Il pointe le discours narratif de l'auteur, plutôt que les échanges entre les personnages, comme la première source du conflit.

## Anthropologie
L'hétéroglossie est un concept utilisé par Stacey Pigg pour désigner les variations de discours dans une communauté au sujet de sa propre culture (cas du chamanisme népalais).